# ビクトル・ムニョス
ビクトル・ムニョス・マンリケ(Víctor Muñoz Manrique、1957年3月15日 - )は、スペイン出身の元サッカー選手、サッカー指導者。

## 経歴
現役時代はディフェンシブミッドフィールダーとしてFCバルセロナなどに所属。UCサンプドリアへの移籍はイタリア・セリエAでプレーする初めてのスペイン人となる挑戦であった。スペイン代表としても60試合に出場し、1986 FIFAワールドカップメキシコ大会やユーロ1984・ユーロ1988に参加している。ユーロ1984においてスペイン代表は準優勝している。
現役引退後は指導者としてスペインのビジャレアルCFやレアル・サラゴサのほか、ギリシャのパナシナイコスの監督を務めた。サラゴサではスーペルコパ・デ・エスパーニャやコパ・デル・レイのタイトルを獲得した。2008年6月にヘタフェCFの監督に就任したが、2009年4月に解任された。攻撃を前面に押し出したサッカーの信奉者である。

## 選手歴
- 1976-1981  レアル・サラゴサ 104試合11得点
- 1981-1988  FCバルセロナ 224試合14得点
- 1988-1990  UCサンプドリア
- 1990-1991  レアル・サラゴサ 4試合0得点
- 1991-0000  セントミレンFC 18試合1得点

## 指導者歴
- 1995-1997  RCDマヨルカ
- 1997-1998  CDログロニェス
- 1998-2000  UEリェイダ
- 2000-2003  ビジャレアルCF
- 2004-2006  レアル・サラゴサ
- 2006-2007  パナシナイコス
- 2007-2008  レクレアティーボ・ウエルバ
- 2008-2009  ヘタフェCF
- 2010-2011  FCテレク・グロズヌイ
- 2011-2012  ヌーシャテル・ザマックス
- 2012-2013  FCシオン
- 2014-0000  レアル・サラゴサ

## 獲得タイトル

### 選手時代
FCバルセロナ
- UEFAカップウィナーズカップ 1981-82
- プリメーラ・ディビシオン 1984-85
- コパ・デル・レイ 1982-83, 1987-88
- スーペルコパ・デ・エスパーニャ 1983
- コパ・デ・ラ・リーガ 1982-83, 1985-86

UCサンプドリア
- コッパ・イタリア 1988-89
- UEFAカップウィナーズカップ 1989-90

### 指導者時代
レアル・サラゴサ
- コパ・デル・レイ 2003-04
- スーペルコパ・デ・エスパーニャ 2004